# 均衡制約付き数理計画問題
均衡制約付き数理計画問題（きんこうせいやくつきすうりけいかくもんだい、英: Mathematical programming with equilibrium constraints、略称：MPEC）とは、制約条件に変分不等式や相補性条件を含んでいる制約付き最適化問題である。MPECはシュタッケルベルグ競争に関連のある問題である。
MPECはまたエンジニアリングデザインや経済均衡、多レベルゲームの分野で研究されている。
MPECの実行可能領域は凸多面体や連結空間であるとは限らないことから、解くことが難しい問題とされている。

## 定式化
一般的に均衡制約付き数理計画問題を数理最適化における定式化で表現すると以下の通りに表せられる:
| {\displaystyle \min }           |                                                  | {\displaystyle f\left(x,y\right)} |
| {\displaystyle \mathrm {s.t.} } | {\displaystyle \left(x,y\right)\in \mathbf {Z} } |                                   |
|                                 | {\displaystyle y\in S\left(x\right)}             |                                   |
ただし、{\displaystyle f} は実数値関数、{\displaystyle {\textbf {Z}}} は空でない集合を表す。